# Железнодорожный вокзал Анкары
Железнодорожный вокзал Анкары (тур. Ankara Yüksek Hızlı Tren Garı, аббревиатура ATG) — многофункциональное коммерческое здание, а также один из скоростных железнодорожных вокзалов Анкары, является частью станции Анкара. Кроме вокзала в здании размещены торговый центр, кинотеатр, четырёхзвёздочный отель и несколько коммерческих офисов.
Строительство началось 9 декабря 2013 года и было завершено через три года в мае 2016 года. Торжественное открытие состоялось 29 октября 2016 года в 93-ю годовщину провозглашения Турецкой Республики.
Здание принадлежит корпорации Турецкая железная дорога и управляется частной компанией TCDD Taşımacılık. Восьмиэтажный дом площадью 175 000 м² и высотой 30 м находится в центре Анкары на бульваре Селяль Баяр 78. Строительство обошлось в 235 млн долларов (около 16 млрд лир).

## История

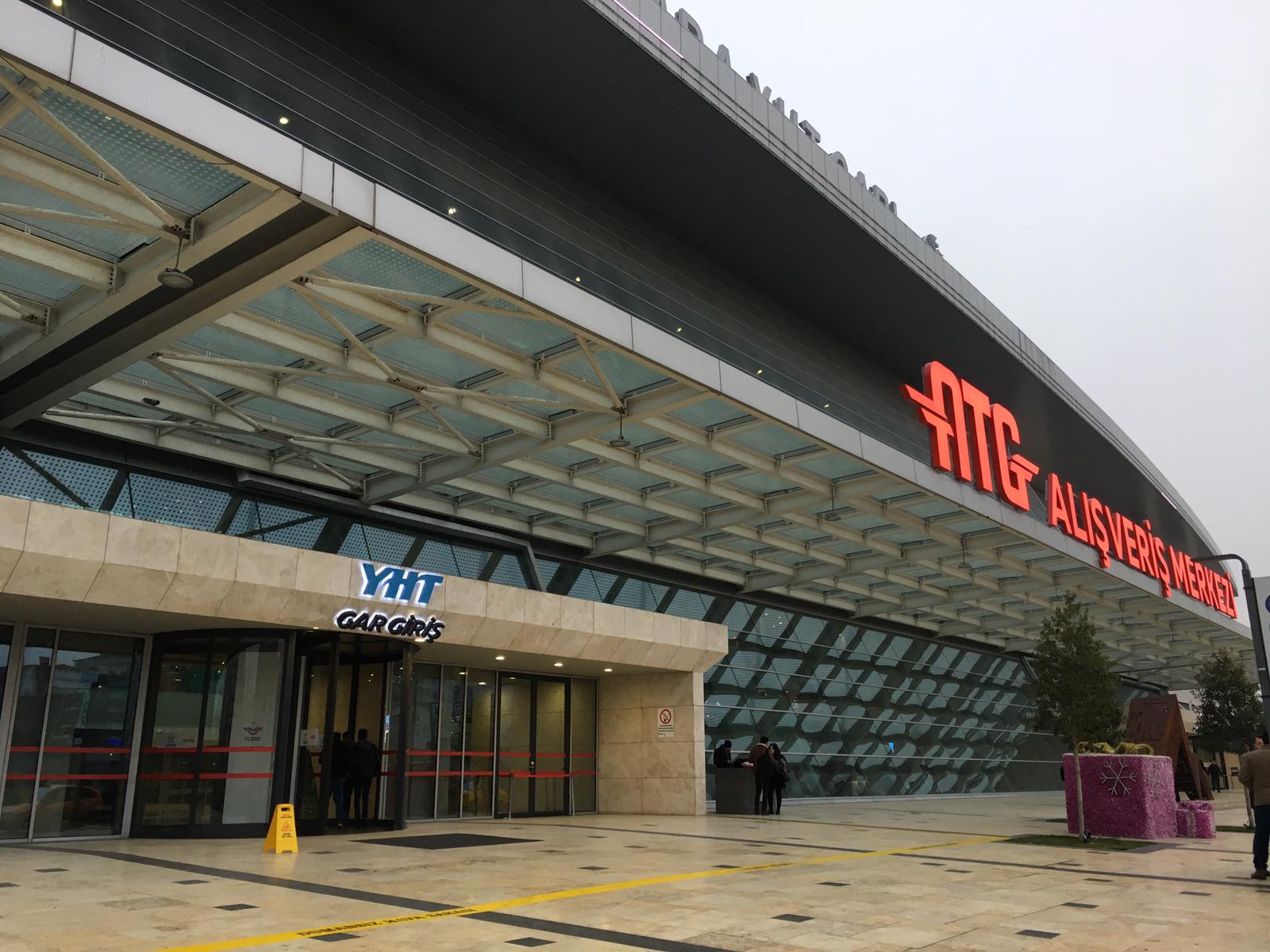
Главный вход

В 2004 году были начаты работы по строительству высокоскоростной железнодорожной линии Анкара-Стамбул, одновременно с этим, в рамках масштабной модернизации железной дороги Турции возникли планы по строительству новой железнодорожной станции в Анкаре, и уже в августе 2005 года Турецкая железная дорога в партнёрстве с Министерством транспорта и связи Турции запланировала строительство сети новой высокоскоростных железных дорог.
Разрешение на строительство новой станции было дано 11 июля 2007 года решением городского совета Анкары. Однако планы строительства новой станции были встречены резкой критикой со стороны многих турецких архитекторов в связи с тем, что они предполагали снос нескольких исторических зданий на территории станции Анкара. Эти возражения были проигнорированы. Однако в 2008 году разработка планов строительства была остановлена, когда 16-й окружной суд Анкары отменил решение городского совета, сославшись на то, что проект поставит под угрозу существование исторических сооружений на территории станции.
В результате корпорацией «Турецкая железная дорога» были пересмотрены первоначальные планы строительства, после чего был разработан проект нового терминала, который охватывал только две южные платформы и смежные железнодорожные пути. Эти платформы использовались пригородными поездами до районов Синджан и Кай и в любом случае были бы заменены.
20 января 2011 года был объявлен тендер на строительство, который впоследствии дважды переносился из-за большого спроса на регистрацию. Первый раз он был перенесён на 22 февраля, а второй раз на 2 марта того же года, однако, тогда тендер был провален и в итоге был перенесён на 17 июля 2012 года, но и тогда он был перенесён, на этот раз по просьбе компаний-участников. В результате тендер состоялся 28 августа 2012 года, победителем которого стал консорциум Limak İnşaat, Kolin İnşaat и Cengiz İnşaat. По результатам тендера они должны были построить здание в течение двух лет (24 месяца). Строительство обошлось в 235 млн долларов, 170 из которых под 15-летний кредит выдал ДенизБанк, а 65 принадлежали самим победителям тендера. Кроме того, консорциум был обязан заниматься обслуживанием здания в течение 19 лет и 7 месяцев (до 2036 года) по схеме «Строительство-эксплуатация-передача». По завершении этого срока право собственности перейдёт Турецкой железной дороге.

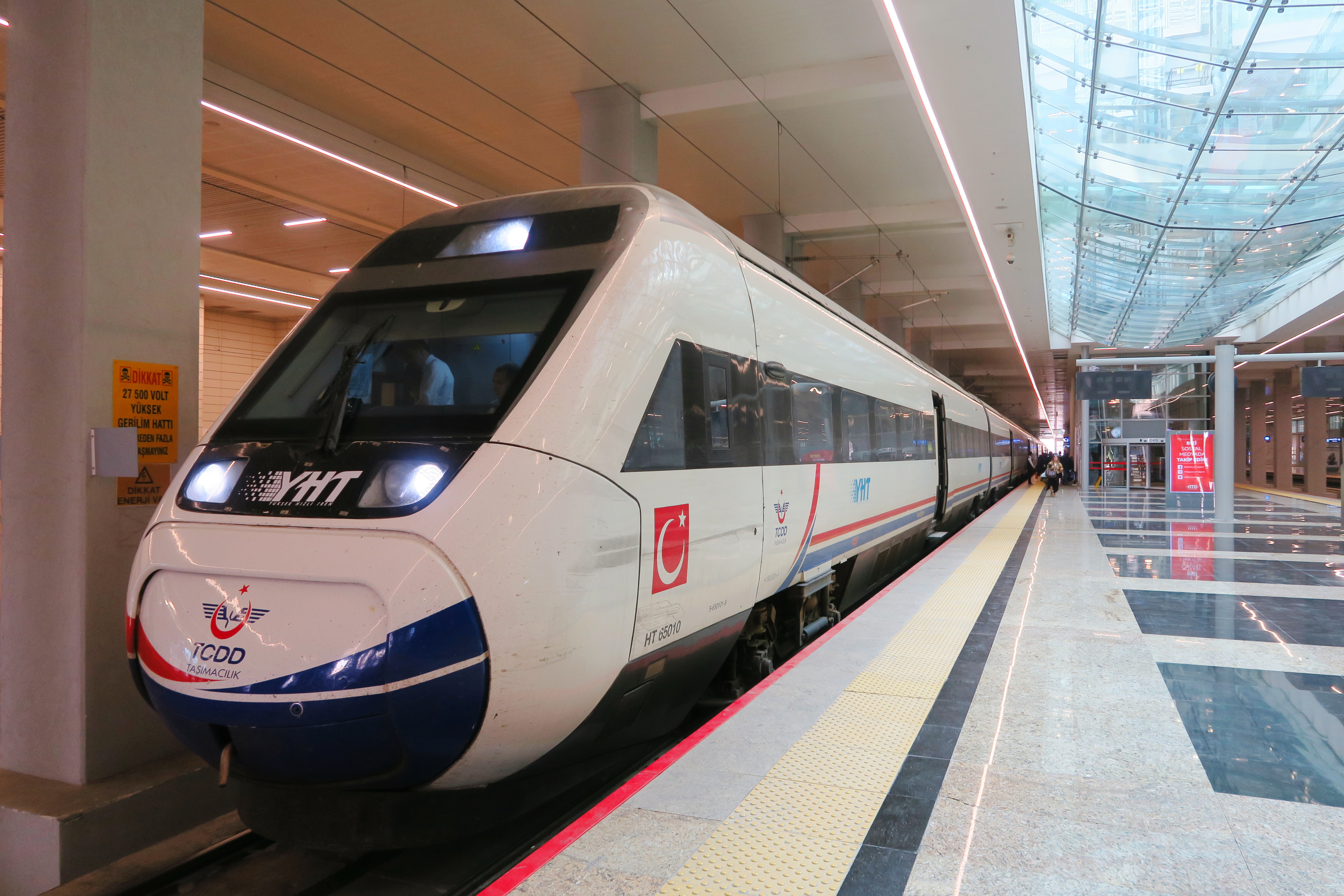
Железнодорожная платформа

Для управления зданием и вокзалом, который в неё входит, была также создана компания под названием «Управление железнодорожным вокзалом Анкары», которая в том числе будет находиться в управлении консорциума до 2036 года.
Строительство началось 9 декабря 2013 года с работ по демонтажу старых пригородных платформ железной дороги Анкары, и уже через три года в мае 2016 года работы были завершены. Здание и железнодорожный вокзал были официально открыты 29 октября 2016 года. В церемонии торжественного открытия приняли участие президент Турции Реджеп Эрдоган, премьер-министр Бинали Йылдырым и министр транспорта Ахмет Арслан.

## Характеристики

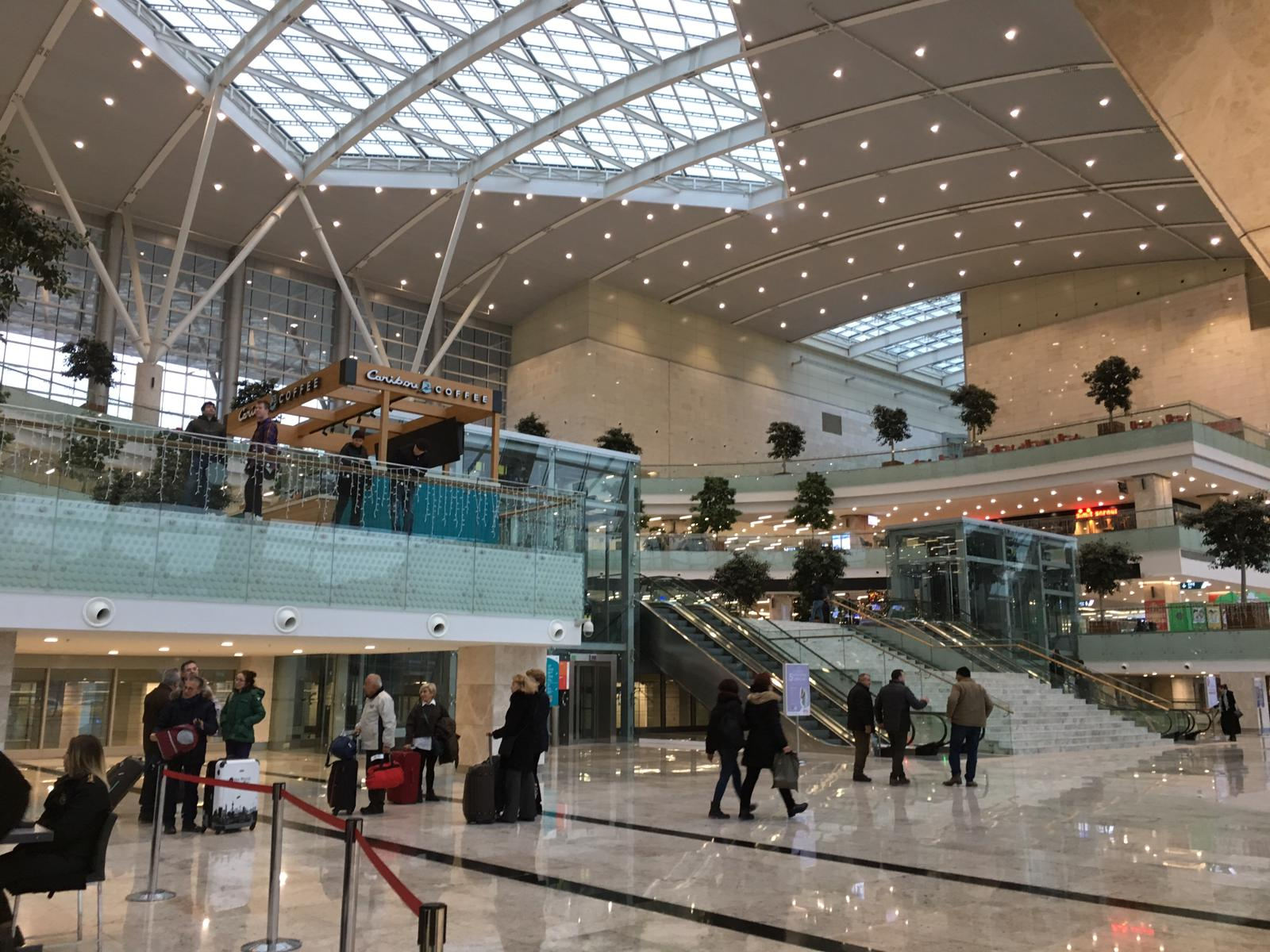
Внутри торгового центра

Площадь территории составляет 194 460 м² (вместе с железнодорожными путями), включая площадь здания равную 175 000 м². Здание состоит из 8 этажей и вмещает до 50 000 человек. Вокзал состоит из 3 платформ и 6 железнодорожная путей, куда одновременно могут подходить до 12 высокоскоростных поездов. Здание имеет 2 автостоянки, общей вместимостью 1910 автомобилей. Также в здании находятся разного рода кафе, рестораны, несколько коммерческих офисов, и большое количество бизнес-площадок, торговый центр, комнаты ожидания, пункты первой помощи и охраны. В том числе в здании присутствует мусульманская мечеть и несколько детских игровых зон. Кроме того, в здании есть четырёхзвёздочный отель на 134 номера и 225 мест.
Рядом со зданием находится станция метро, остановка общественного транспорта, парк. В нём размещена первая гражданская скульптура в Анкаре «Наследие».
Высокоскоростной железнодорожный вокзал Анкары специально разработан для пассажиров с ограниченными возможностями. Есть два лифта для инвалидов, пандусы, чувствительные поверхности, туалеты и киоск для инвалидов, чтобы пассажиры-инвалиды, которые будут пользоваться вокзалом, могли легко удовлетворить все свои потребности. Кроме того, в здании есть служба аренды инвалидных колясок для пожилых людей и инвалидов.
На вокзале пассажиры информируются с помощью голосовых объявлений турецком и английском языках и электронных информационных табло.